# Erin Simmons
Erin Simmons (ur. 9 lipca 1976 w West Vancouver) – kanadyjska snowboardzistka. Zajęła 17. miejsce w snowcrossie na igrzyskach w Turynie. Na mistrzostwach świata najlepszy wynik uzyskała na mistrzostwach w Whistler, gdzie zajęła 11. miejsce w snowcrossie. Najlepsze wyniki w Pucharze Świata osiągnęła w sezonie 2005/2006, kiedy to zajęła 29. miejsce w klasyfikacji generalnej, a w klasyfikacji snowcrossu była trzecia.
W 2006 r. zakończyła karierę.

## Sukcesy

### Igrzyska olimpijskie
| Miejsce | Dzień     | Rok  | Miejscowość | Konkurencja    | Zwycięzca     |
| ------- | --------- | ---- | ----------- | -------------- | ------------- |
| 17.     | 17 lutego | 2006 | Turyn       | Snowboardcross | Tanja Frieden |

### Mistrzostwa Świata
| Miejsce | Dzień       | Rok  | Miejscowość | Konkurencja    | Zwycięzca          |
| ------- | ----------- | ---- | ----------- | -------------- | ------------------ |
| 11.     | 16 stycznia | 2005 | Whistler    | Snowboardcross | Lindsey Jacobellis |

### Puchar Świata

#### Miejsca w klasyfikacji generalnej
- 2001/2002 – –
- 2003/2004 – –
- 2004/2005 – –
- 2005/2006 – 29.

#### Miejsca na podium
1. Jōetsu – 27 lutego 2004 (Snowcross) – 3. miejsce
2. Lake Placid – 6 marca 2005 (Snowcross) – 2. miejsce
3. Whistler – 8 grudnia 2005 (Snowcross) – 3. miejsce
4. Whistler – 9 grudnia 2005 (Snowcross) – 3. miejsce